# Сантала, Томми
То́мми Са́нтала (фин. Tommi Santala; род. 27 июня 1979, Хельсинки, Финляндия) — финский хоккеист.

## Биография
Воспитанник хоккейного клуба «Йокерит». В сезоне 1998/99 сыграл первый матч на высшем уровне. В 1999 году на драфте НХЛ права за игроком были закреплены за клубом «Атланта Трэшерз». В 2000 году перешёл в другой клуб финской лиги «ХПК». В клубе провёл 4 сезона, сыграл 161 матч, забросил 45 шайб и отдал 97 голевых пасов.
В 2003 году отправился за океан, играл в НХЛ за «Атланту». Выступал также в АХЛ за «Чикаго Вулвз», с командой дошёл до финала Кубка Колдера. Во время локаута играл в финской лиге, в «Йокерите». В 2005 году был продан «Атлантой» в «Ванкувер». Сыграл 30 матчей за команду, но получил травму колена 8 декабря 2006 года и вынужден был пропустить большую часть сезона. 5 сентября 2007 года в качестве свободного агента подписал контракт с «Йокеритом». Провёл в команде 1 сезон, после чего подписал контракт со швейцарским клубом «Клотен Флайерз».
За «Клотен» отыграл 8 лет. В швейцарской лиге провёл 393 матча, забросил 108 шайб и 252 раза ассистировал соклубникам во взятии ворот соперника. Покинул клуб в декабре 2016 года, а 23 числа подписал контракт с магнитогорским «Металлургом».
Выступал за юниорские и молодёжные команды Финляндии. За основную команду выступал на 4 чемпионатах мира, также играл на Еврохоккейтурах. Бронзовый призёр чемпионата мира 2006 года в Латвии.